# Charles Milton Bell

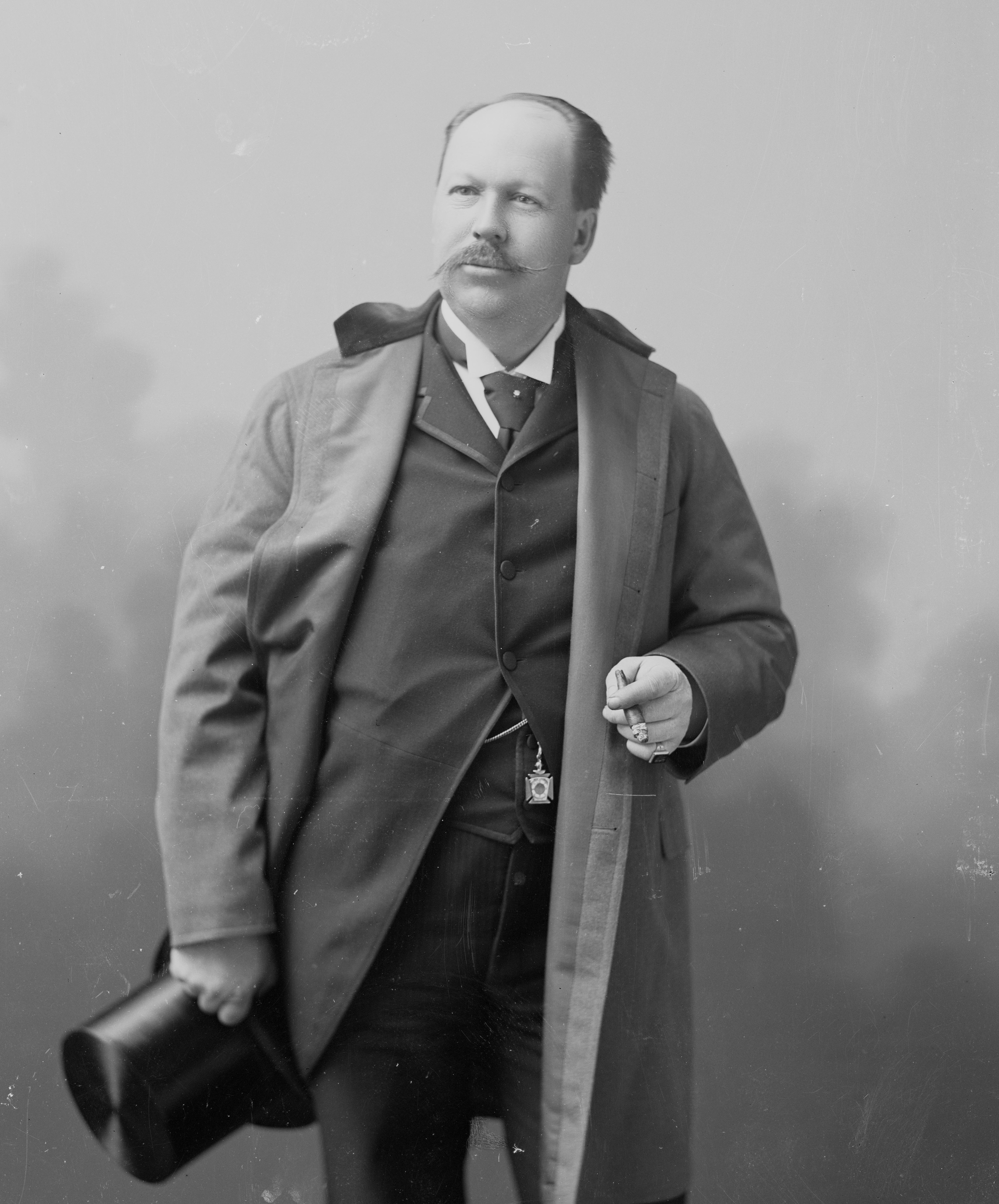
Charles Milton Bell (zwischen 1873 und 1893)

Charles Milton Bell (geb. 3. April 1848 in Fredericksburg (Virginia); gest. 12. Mai 1893 in Washington, D.C.) war ein US-amerikanischer Fotograf, der für seine Porträts der amerikanischen Ureinwohner und anderer Persönlichkeiten der Vereinigten Staaten im späten 19. Jahrhundert bekannt war. Die Library of Congress bezeichnete ihn als „einen der führenden Porträtfotografen Washingtons im letzten Viertel des neunzehnten Jahrhunderts“.

## Leben
Charles Milton Bell war der Sohn von Francis Hamilton Bell (1809–1880) und Sarah Broadus Wood Bell (1816–1879) und das jüngste Mitglied einer Fotografenfamilie, die in den 1860er und 1870er Jahren ein Studio in Washington, D.C. hatten. Er übernahm das Familienstudio Bell & Brothers und gründete 1873 sein eigenes Studio mit dem Namen C. M. Bell. Er arbeitete mit Ferdinand Vandeveer Hayden zusammen, der amerikanische Ureinwohner zu Besuch in Bells Studio schickte, um ihre Porträts anfertigen zu lassen. Bell fotografierte auch Ureinwohner für das Innenministerium und das Bureau of American Ethnology, wo er die hauseigenen Fotografen unterstützte.

## Persönliches
Bell war mit Annie Colley (1859–1932) verheiratet und hatte zwei Kinder, Charles Milton Bell und Colley Wood Bell, er wurde auf dem Oak Hill Cemetery in Washington, D.C.beigesetzt.

## Nachlass
Nach Bells Tod im Jahr 1893 führte seine Frau das Atelier zusammen mit ihren Söhnen weiter. In den frühen 1900er Jahren wurde es an Atha und Cunningham verkauft, die den ursprünglichen Namen beibehielten. Die Negative wurden an I. M. Boyce verkauft, der die Bilder der amerikanischen Ureinwohner an das Bureau of American Ethnology und den größten Teil der restlichen Bilder an Alexander Graham Bell verkaufte. Die C. M. Bell Studio Collection besitzt in der Library of Congress 30.000 Glasnegative aus den Jahren 1873 bis 1916, die von diesem Studio und seinen Nachfolgern erstellt wurden.

## Fotografien (Auswahl)
| Jahr        | Thema                                                                            | Foto | Abmessungen                   | Sammlung                                                       | Kommentar                           |
| ----------- | -------------------------------------------------------------------------------- | ---- | ----------------------------- | -------------------------------------------------------------- | ----------------------------------- |
| Januar 1879 | Chief Yellow Bull von den Nez Percé                                              |      |                               | Hood Museum of Art, Dartmouth College, Hanover (New Hampshire) |                                     |
| 1882        | Chester A. Arthur (1829–1886), 21. Präsident der Vereinigten Staaten (1881–1885) |      | Film Negativ, B&W             | Library of Congress, Washington, D.C.                          | Reproduction Number: LC-USZ62-13021 |
| 1890–1893   | Helen Adams Keller (1880–1968)                                                   |      |                               | Fogg Museum, Harvard University, Cambridge (Massachusetts)     | Kollodiumdruck auf Karte            |
| 1893        | Omaha Chief                                                                      |      | 14 × 12 in. (35,6 × 30,5 cm.) | Smithsonian American Art Museum, Washington, D.C.              | Albumensilberdruck                  |